# AGOVV in het seizoen 1954/55
Het seizoen 1954/1955 was het eerste jaar in het bestaan van de Apeldoornse betaaldvoetbalclub AGOVV. De club kwam uit in de Eerste klasse D en eindigde daarin op de 12e plaats, dit betekende dat de club in het nieuwe seizoen uitkwam op het één-na-hoogste voetbalniveau Eerste klasse.

## Wedstrijdstatistieken

### Eerste klasse A(afgebroken)
|       | Blauw-Wit | DWS | Elinkwijk | GVAV  | Haarlem | Heerenveen | HVC   | Leeuwarden | Sportclub Enschede | Vitesse | VSV   | Wageningen |
| ----- | --------- | --- | --------- | ----- | ------- | ---------- | ----- | ---------- | ------------------ | ------- | ----- | ---------- |
| Thuis | –         | –   | 4 – 2     | –     | 0 – 2   | 3 – 3      | –     | –          | 1 – 1              | 4 – 1   | –     | 3 – 0      |
| Uit   | 0 – 2     | –   | –         | 1 – 1 | –       | –          | 3 – 0 | –          | –                  | –       | 1 – 2 | –          |

### Eerste klasse D
|       | Ajax  | Be Quick | BVV   | D.F.C. | Eindhoven | De Graafschap | HVC   | RBC   | Sportclub Enschede | De Volewijckers | VSV   | VVV   | Xerxes |
| ----- | ----- | -------- | ----- | ------ | --------- | ------------- | ----- | ----- | ------------------ | --------------- | ----- | ----- | ------ |
| Thuis | 1 – 4 | 1 – 1    | 0 – 3 | 10 – 0 | 1 – 3     | 0 – 6         | 0 – 2 | 1 – 1 | 1 – 4              | 0 – 1           | 2 – 0 | 1 – 3 | 4 – 1  |
| Uit   | 3 – 1 | 1 – 2    | 2 – 1 | 3 – 1  | 2 – 0     | 2 – 2         | 1 – 0 | 0 – 0 | 3 – 1              | 1 – 0           | 1 – 1 | 4 – 0 | 3 – 0  |

## Statistieken AGOVV 1954/1955

### Eindstand AGOVV in de Nederlandse Eerste klasse A 1954 / 1955
| Stand | Gespeeld | Gewonnen | Gelijk | Verloren | Punten | Doelpunten voor | Doelpunten tegen |
| ----- | -------- | -------- | ------ | -------- | ------ | --------------- | ---------------- |
| 12e   | 26       | 4        | 5      | 17       | 13     | 31              | 55               |

### Eindstand AGOVV in de Nederlandse Eerste klasse A 1954 / 1955 (afgebroken)
| Stand | Gespeeld | Gewonnen | Gelijk | Verloren | Punten | Doelpunten voor | Doelpunten tegen |
| ----- | -------- | -------- | ------ | -------- | ------ | --------------- | ---------------- |
| 1e    | 10       | 5        | 3      | 2        | 13     | 20              | 14               |

### Topscorers
| #              | Naam                 | Goal |
| -------------- | -------------------- | ---- |
| 1.             | Mais Hanskamp        | 10   |
| 2.             | Henk Wolbrink        | 5    |
| 3.             | Jonas Beumer         | 4    |
| 4.             | Henk Kanselaar       | 2    |
| 4.             | Gerrit Looijs        | 2    |
| 4.             | Henk Olthof          | 2    |
| 4.             | Sietze de Vries      | 2    |
| 8.             | Jan de Boer          | 1    |
| 8.             | Anton Gabriël        | 1    |
| 8.             | Theo Kruitbosch      | 1    |
| Eigen doelpunt |                      |      |
| -              | Jan van Dam (D.F.C.) | 1    |
| Totaal         | Totaal               | 31   |

| #              | Naam                   | Goal |
| -------------- | ---------------------- | ---- |
| 1.             | Mais Hanskamp          | 8    |
| 2.             | Roelof Peters          | 6    |
| 3.             | Jonas Beumer           | 1    |
| 3.             | Jan de Boer            | 1    |
| 3.             | Nolly Bosmans          | 1    |
| 3.             | Rindert IJntema        | 1    |
| 3.             | Henk Kanselaar         | 1    |
| Eigen doelpunt |                        |      |
| -              | Piet Beekman (Vitesse) | 1    |
| Totaal         | Totaal                 | 20   |